# Klaus Halter
Klaus Halter (* 16. Januar 1909 in Bad Muskau; † 29. Mai 2002 in Berlin) war ein deutscher Dermatologe und Venerologe.

## Leben

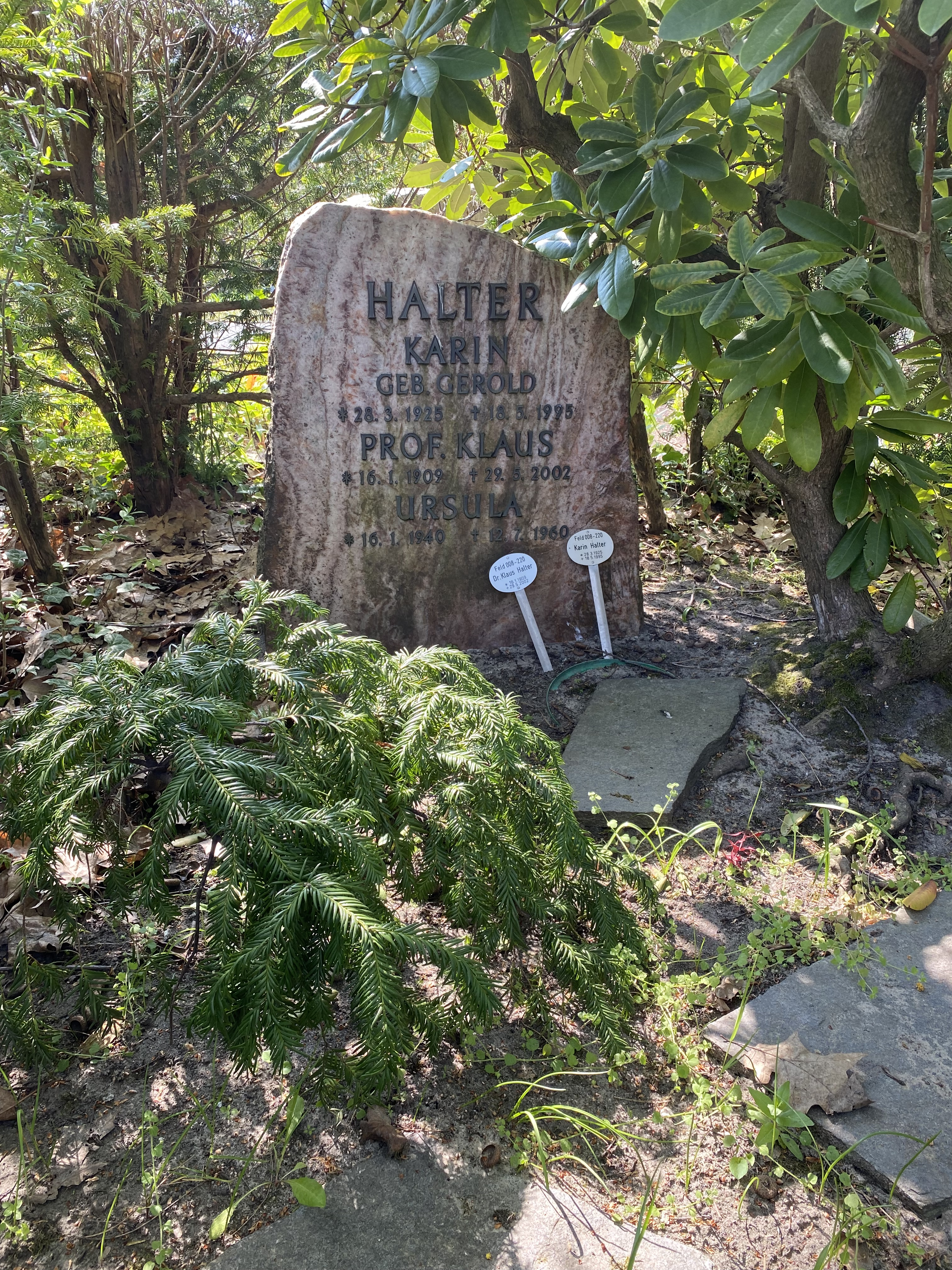
Grabstätte

Klaus Halter besuchte das Reformrealgymnasium in Görlitz, wo er 1927 sein Abitur ablegte. Nach einem Semester Kunstgeschichte und Geschichte an der Julius-Maximilians-Universität Würzburg, studierte Halter ab April 1928 Medizin an den Universitäten in Rostock, Innsbruck, Wien, Jena und Breslau. Er war von Mai 1933 bis 1935 Mitglied der SA. Im Dezember 1933 bestand er das medizinische Staatsexamen und arbeitete bis Ende 1934 als Medizinalpraktikant in Breslau. Anfang Januar 1935 erhielt Halter seine Approbation als Arzt und promovierte im selben Monat mit Ammoniakbildung in Warmblüternerven. Von 1935 bis März 1938 war er zunächst als Assistenzarzt und ab April 1938 bis Januar 1945 als Oberarzt an der Hautklinik der Universität Breslau tätig. Am 28. Mai 1937 beantragte er die Aufnahme in die NSDAP und wurde rückwirkend zum 1. Mai desselben Jahres aufgenommen (Mitgliedsnummer 4.726.488). Anfang 1938 erhielt Halter seine Zulassung als Facharzt für Haut- und Geschlechtskrankheiten, im Januar 1941 wurde er mit Zur Pathogenese des Ekzems habilitiert. Bis April 1945 arbeitete er noch für kurze Zeit an der Universität Leipzig.
Nach Ende des Zweiten Weltkrieges setzte Halter seine berufliche Laufbahn in der späteren Bundesrepublik fort, zunächst von Mai 1945 bis Dezember 1946 als Assistenzarzt an der Hautklinik der Universität Hamburg, anschließend bis März 1951 an der medizinischen Fakultät der Johannes Gutenberg-Universität Mainz als Oberarzt. Hier hatte er ab August 1948 eine außerplanmäßige Professur inne. Seine letzte Station war das Städtische Krankenhaus in Berlin-Spandau, wo er die Dermatologische Abteilung leitete. Eine weitere außerplanmäßige Professur bekleidete Halter ab 1954 an der Freien Universität Berlin.
Klaus Halter war verheiratet mit Karin, geb. Gerold (1925–1995). Er verstarb im Alter von 93 Jahren in Berlin und wurde auf dem Friedhof Zehlendorf beigesetzt. Die Grabstelle befindet sich in Feld 008–220.

## Veröffentlichungen
- 1934: Die Ammoniakbildung in Warmblüternerven (Promotionsschrift)
- 1941: Zur Pathogenese des Ekzems (Habilitationsschrift)